# Tamariskengrasmücke
Die Tamariskengrasmücke (Curruca mystacea; Syn. Sylvia mystacea) ist ein Singvogel aus der Familie der Grasmückenartigen (Sylviidae). Sie kommt im Südosten der Türkei und im östlichen Kaukasus vor. Ihr Name stammt von der Tamariske, einem Strauch, in dem sie oft brütet.

## Merkmale
Mit 12 bis 13 Zentimetern Länge ist sie etwas kleiner als die Samtkopf-Grasmücke, der sie sehr ähnlich sieht. Sie ist zierlicher und hat einen kürzeren dunklen Schwanz als diese.
Männchen haben einen dunklen, aber nicht samtig schwarzen, sondern matt grauschwarzen Kopf, dessen  unscharfer Übergang zum dunkelgrauen Rücken bereits auf dem Hinterkopf beginnt. Die Flanken sind weniger grau, eher weißlich. Die Kehle und die Brust sind in der Türkei meistens weiß oder schwach rosa, im Kaukasus und Zentralasien jedoch rosa oder ziegelrot. Der Augenring ist deutlich weniger intensiv rot, sondern matt braun.
Weibchen haben einen sandbraunen Rücken und gleichfarbigen Kopf, hellbraune Flanken und eine einheitlich beige-grauweiße Unterseite. Der Augenring ist wie der des Männchens matt braun.

## Stimme
Der Ruf ist ein hartes „tseck“, wie bei der Samtkopf-Grasmücke. Sie ruft auch zeternd „tsche'r'r'r“, ähnlich wie Haussperlinge.
Der Gesang ist dem der Samtkopf-Grasmücke ähnlich, aber weicher und langsamer.

## Lebensraum und Verbreitung
Die Tamariskengrasmücke lebt in offenen Wäldern mit Unterwuchs, in offenen, trockenen, höher liegenden Gebieten und am Rand von Palmenhainen oder Wasserläufen. Sie überwintert rund um das Rote Meer.
Sie kommt im Südosten der Türkei und im östlichen Kaukasus an der Westküste des Kaspischen Meeres bis zur Wolga vor.

## Fortpflanzung
Das Nest wird in Büschen, meistens Tamarisken gebaut.